# Орден Хусейна ібн Алі
Орден аль-Хусейна ібн Алі є найвищим орденом Королівства Йорданія. Він був заснований королем Йорданії Абдаллою I 22 червня 1949 року з одним класом (тобто ланцюг), а одержувачами були глави іноземних держав і члени королівської сім'ї.
На відміну від інших йорданських орденів, орден Хусейна бін Алі має лише один клас і це єдина нагорода Королівства, яка має комірний ступінь.
У 1967 році указом Короля Хусейна був заснований другий клас ордена як «Пояс Хусейна бін Алі». Цей указ був скасований королем Хусейном у 1977 році, і він повернувся до наявності лише одного класу. Одержувачі пояса протягом цього періоду були оновлені до ланцюга автоматично в 1977 році.

## Знаки розрізнення
- Ланцюг виготовлений із подвійного ланцюжка із золота та емалі з п'ятикутними золотими зірками, що чергуються, і маленькими темно-червоними емальованими квітами, прикрашеними золотом, із реченнями арабською мовою.
- Зірка виготовлена із золотого та діамантового овалу, у центрі якого темно-випромінює червоний диск із золотим реченням арабською мовою. Знак підвішується до Великого Кордону через золоту королівську корону.
- Емблема на стулці має такий самий дизайн, як і зірка.
- Стрічка класу Гранд Кордон фіолетова, але її носять зрідка.[3]

## Вибрані одержувачі
- Акіхіто
- Принц Алі бін Хусейн
- Алія аль-Хусейн
- Азлан Шах з Перака
- Хассанал Болкіах
- Хабіб Бургіба
- Карл XVI Густав Швеції
- Єлизавета II
- Фейсал II Іракський
- Фарук Єгипетський
- Харальд V Норвезький
- Хасан II Марокко
- Принц Хасан бін Талал
- Вацлав Гавел
- Хусейн Йорданський
- Ідріс Лівійський
- Іса ібн Салман аль-Халіфа
- Джабер Аль-Ахмад Ас-Сабах
- Хуан Карлос I Іспанський
- Мохаммед Реза Пахлаві
- Мухаммед V Марокко
- Фердинанд Маркос
- Пуміпон Адульядет
- Сухарто
- Мухаммад Зія-уль-Хак
- Мухаммед VI Марокко
- Марґрете II Датська
- Принц Мухаммед бін Талал
- Філіп з Бельгії
- Віллем-Олександр з Нідерландів
- Принцеса Муна аль-Хусейн
- Путра з Перлісу
- Кабус бін Саїд
- Королева Йорданії Ранія
- Мухаммед Загір-шах
- Хамад бін Халіфа Аль Тані
- Зейн аль-Шараф Талал
- Мілош Земан
- Принц Раад бін Зейд
- Салман ібн Абдул-Азіз Аль Сауд
- Султан ібн Салман Аль Сауд[4]
- Мухаммад бін Заїд Аль Нагаян[5]
- Мухаммед ібн Салман
- Хайтем бен Тарік Аль Саїд

## Ресурси
- Орден аль-Хуссейна ібн Алі
- Хусейн ібн Алі Саш
- Орден аль-Хуссейна ібн Алі